# Aydius
Aydius é uma comuna francesa na região administrativa da Nova Aquitânia, no departamento dos Pirenéus Atlânticos. Estende-se por uma área de 37 km². Em 2010 a comuna tinha 112 habitantes (densidade: 3 hab./km²).